# El amor después del amor (série de televisão)
El amor después del amor é uma série biográfica de 2023 da Netflix. A trama conta a história dos primórdios, carreira, problemas e estrelato do cantautor argentino Fito Páez, um dos maiores expoentes do rock em espanhol. O nome da série é inspirado no álbum El amor después del amor - que é, até hoje, o álbum mais vendido em toda a história do rock argentino - e também na música homônima.
A série, que estreou em 26 de abril de 2023, é estrelada por Iván Hochman, Micaela Riera, Gaspar Offenhenden, Martín Campilongo, Andy Chango, Mirella Pascual e Mónica Raiola. 3 4 A série estreou em 26 de abril de 2023.

## Sinopse
A série aborda os primeiros 30 anos de vida do rockstar argentino Fito Páez, começando com seu início na cidade de Rosário e sua chegada bem-sucedida ao cenário musical nacional e internacional, passando por seus momentos de sucesso e seus altos e baixos.

## Elenco

### Principal
- Iván Hochman como Fito Páez
  - Gaspar Offenhenden como Fito Páez (niño)
- Micaela Riera como Fabiana Cantilo
- Martín Campilongo como Rodolfo Páez
- Andy Chango como Charly García
- Mirella Pascual como Zulema «Belia» Ramírez
- Mónica Raiola como Josefa «Pepa» Páez

### Secundário
- Eugenia Guerty como Charito Páez
- Mariano Saborido como Alejandro Avalis
- Manuel Fanego como Andrés Gallo
- Victoria Bernardi como Margarita Zulema Ávalos
- Fernando Ritucci como Eduardo Carrizo
- Matías Okosi como Daniel Wirtz
- Nahuel Monasterio como Fena Della Maggiora
- Juan Risso como Daniel Grimbank

### Participações
- Joaquín Baglietto como Juan Carlos Baglietto
- Valentín Roitman como Joe Stefanuolo
- Luis Ziembrowski como Portunato
- Brian Vainberg como Alfredo
- Ezequiel Encinas como Pipo Cipolatti
- Ivo Navarro como Fabián Gallardo
- Mauricio Di Yorio como Walter de Giusti
- Daryna Butryk como Cecilia Roth
- Julián Kartun como Luis Alberto Spinetta
- Jean Pierre Noher como André Midani
- Gastón Frías como Batato Barea
- Santiago Flecchia como Charly García
- Dante Bruni como Federico Moura
- Pablo Turturiello como Marcelo Moura
- Tomás Raimondi como Julio Moura
- Javier Morado como Andrés Calamaro
- Charlie Anderle como Iñigo Zabala

## Episódios
| Episódio | Título em espanhol              | Título em português | Direção                               | Roteiro                                      | Exibição original | Nota(s) |
| -------- | ------------------------------- | ------------------- | ------------------------------------- | -------------------------------------------- | ----------------- | ------- |
| 1        | Cuando yo me vaya de aquí       |                     | Felipe Gómez Aparicio y Gonzalo Tobal | Francisco Varone, Lucila Podestá y Diego Fío | 26/4/2023         |         |
| 2        | Una luna en el corazón          |                     | Felipe Gómez Aparicio y Gonzalo Tobal | Francisco Varone, Lucila Podestá y Diego Fío | 26/4/2023         |         |
| 3        | Canción sobre canción           |                     | Felipe Gómez Aparicio y Gonzalo Tobal | Francisco Varone, Lucila Podestá y Diego Fío | 26/4/2023         |         |
| 4        | Un cielo y un estado de coma    |                     | Felipe Gómez Aparicio y Gonzalo Tobal | Francisco Varone, Lucila Podestá y Diego Fío | 26/4/2023         |         |
| 5        | Parte del aire                  |                     | Felipe Gómez Aparicio y Gonzalo Tobal | Francisco Varone, Lucila Podestá y Diego Fío | 26/4/2023         |         |
| 6        | En esta puta ciudad             |                     | Felipe Gómez Aparicio y Gonzalo Tobal | Francisco Varone, Lucila Podestá y Diego Fío | 26/4/2023         |         |
| 7        | Las sombras que aquí estuvieron |                     | Felipe Gómez Aparicio y Gonzalo Tobal | Francisco Varone, Lucila Podestá y Diego Fío | 26/4/2023         |         |
| 8        | El amor después del amor        |                     | Felipe Gómez Aparicio y Gonzalo Tobal | Francisco Varone, Lucila Podestá y Diego Fío | 26/4/2023         |         |

## Desenvolvimento

### Produção
Em fevereiro de 2021, foi noticiado que a Netflix havia confirmado a produção de uma série baseada na vida do cantor de rock argentino Fito Páez e que se chamaria Love After Love, referente ao sétimo álbum de estúdio homônimo do músico, publicado em 1992. Da mesma forma, foi noticiado que a série seria produzida por Mandarina SERVICIOS, tendo Juan Pablo Kolodziej, Mariano Chihade e o próprio Fito Páez como produtores. Em fevereiro de 2022, foi anunciado que Felipe Gómez Aparicio e Gonzalo Tobal seriam os encarregados de dirigir os episódios da série.

### Filmagem
A fotografia principal da série começou no final de fevereiro de 2022 em Buenos Aires. As gravações foram concluídas em meados de julho daquele ano.

### Elenco
Em janeiro de 2022 foi anunciado que Micaela Riera havia sido escolhida para interpretar a cantora Fabiana Cantilo. Em fevereiro daquele ano, foi confirmado que Iván Hochman e Gaspar Offenhenden haviam sido escolhidos para personificar Fito Páez em sua juventude e infância, respectivamente. Em abril de 2022, foi anunciado que Andy Chango e Julián Kartun também fariam parte do elenco da série. Em julho daquele ano, Jean Pierre Noher ingressou na série no papel de André Midani, produtor musical brasileiro. O casting foi realizado pelo castingclub. A direção ficou a cargo de Juan Risso e Carolina Milli. Um total de 5.000 pessoas passaram pelo casting para cobrir todo o elenco.

## Prêmios e Indicações
| Ano  | Prêmio                           | Categoria                                      | Indicação                                                                          | Resultado | Ref.          |
| ---- | -------------------------------- | ---------------------------------------------- | ---------------------------------------------------------------------------------- | --------- | ------------- |
| 2023 | Premios Rolling Stone en Español | Serie del año                                  |                                                                                    | Venceu    | [ 12 ]        |
| 2023 | Produ Awards                     | Mejor serie biográfica                         |                                                                                    | Venceu    | [ 13 ]        |
| 2023 | Produ Awards                     | Mejor apertura                                 |                                                                                    | Indicado  | [ 13 ]        |
| 2023 | Produ Awards                     | Mejor actor principal de serie biográfica      | Gaspar Offenhenden                                                                 | Indicado  | [ 13 ]        |
| 2023 | Produ Awards                     | Mejor actor principal de serie biográfica      | Iván Hochman                                                                       | Indicado  | [ 13 ]        |
| 2023 | Produ Awards                     | Mejor actriz revelación                        | Micaela Riera                                                                      | Venceu    | [ 13 ]        |
| 2023 | Produ Awards                     | Mejor actor revelación                         | Andy Chango                                                                        | Indicado  | [ 13 ]        |
| 2023 | Produ Awards                     | Mejor actor revelación                         | Gaspar Offenhenden                                                                 | Indicado  | [ 13 ]        |
| 2023 | Produ Awards                     | Mejor actor revelación                         | Iván Hochman                                                                       | Venceu    | [ 13 ]        |
| 2023 | Produ Awards                     | Mejor showrunner - Drama                       | Juan Pablo Kolodziej                                                               | Indicado  | [ 13 ]        |
| 2023 | Produ Awards                     | Mejor productor de ficción - Serie y miniserie | Mariano Chihade y Juan Pablo Kolodziej                                             | Indicado  | [ 13 ]        |
| 2023 | Produ Awards                     | Mejor dirección de fotografía                  | Diego Guijarro                                                                     | Indicado  | [ 13 ]        |
| 2023 | Produ Awards                     | Mejor recreación de época                      | Magdalena Peralta y Ana María Casariego                                            | Venceu    | [ 13 ]        |
| 2023 | Premios Cóndor de Plata          | Mejor miniserie o unitario                     | El amor después del amor                                                           | Venceu    | [ 14 ] [ 15 ] |
| 2023 | Premios Cóndor de Plata          | Mejor dirección                                | Felipe Gómez Aparicio y Gonzalo Tobal                                              | Indicado  | [ 14 ] [ 15 ] |
| 2023 | Premios Cóndor de Plata          | Mejor actor protagonista en drama              | Iván Hochman                                                                       | Indicado  | [ 14 ] [ 15 ] |
| 2023 | Premios Cóndor de Plata          | Mejor actriz protagonista en drama             | Micaela Riera                                                                      | Indicado  | [ 14 ] [ 15 ] |
| 2023 | Premios Cóndor de Plata          | Mejor actor de reparto en drama                | Martín Campilongo                                                                  | Indicado  | [ 14 ] [ 15 ] |
| 2023 | Premios Cóndor de Plata          | Mejor actor de reparto en drama                | Andy Chango                                                                        | Indicado  | [ 14 ] [ 15 ] |
| 2023 | Premios Cóndor de Plata          | Revelación masculina                           | Andy Chango                                                                        | Venceu    | [ 14 ] [ 15 ] |
| 2023 | Premios Cóndor de Plata          | Revelación masculina                           | Iván Hochman                                                                       | Indicado  | [ 14 ] [ 15 ] |
| 2023 | Premios Cóndor de Plata          | Revelación femenina                            | Daryna Butryk                                                                      | Indicado  | [ 14 ] [ 15 ] |
| 2023 | Premios Cóndor de Plata          | Revelación femenina                            | Micaela Riera                                                                      | Venceu    | [ 14 ] [ 15 ] |
| 2023 | Premios Cóndor de Plata          | Mejor guion adaptado                           | Francisco Varone, Lucila Podestá y Diego Fío                                       | Indicado  | [ 14 ] [ 15 ] |
| 2023 | Premios Cóndor de Plata          | Mejor dirección de fotografía                  | Diego Guijarro                                                                     | Venceu    | [ 14 ] [ 15 ] |
| 2023 | Premios Cóndor de Plata          | Mejor montaje                                  | Alejandro Carrillo Penovi, Geraldina Rodríguez, Nicolás Toler y Andrea Kleinmanpor | Venceu    | [ 14 ] [ 15 ] |
| 2023 | Premios Cóndor de Plata          | Mejor dirección de arte                        | Magdalena Peralta Antivero y Chopy Casariego                                       | Indicado  | [ 14 ] [ 15 ] |
| 2023 | Premios Cóndor de Plata          | Mejor diseño de vestuario                      | Lucía Beruti y Delfina de Forteza                                                  | Venceu    | [ 14 ] [ 15 ] |
| 2023 | Premios Cóndor de Plata          | Mejor música original                          | Alan Senderowitsch y Ezequiel Silberstein                                          | Indicado  | [ 14 ] [ 15 ] |
| 2023 | Premios Cóndor de Plata          | Mejor maquillaje y peluquería                  | Oscar Mulet y Jorge Palacios                                                       | Venceu    | [ 14 ] [ 15 ] |
| 2023 | Premios Cóndor de Plata          | Mejor diseño de sonido                         | Manuel de Andrés y Martín Litmanovich                                              | Venceu    | [ 14 ] [ 15 ] |
| 2023 | Premios Cóndor de Plata          | Mejor dirección de casting                     | Juan Risso y Carolina Milli                                                        | Venceu    | [ 14 ] [ 15 ] |
| 2023 | Premios Cóndor de Plata          | Premio del público BA audiovisual              | El amor después del amor                                                           | Indicado  | [ 14 ] [ 15 ] |
| 2023 | Premios Martín Fierro Latino     | Mejor serie biográfica                         | El amor después del amor                                                           | Venceu    | [ 16 ]        |
| 2023 | Premios Martín Fierro Latino     | Revelación                                     | Daryna Butryk                                                                      | Indicado  | [ 16 ]        |